# Johann Mattheson
Johann Mattheson (28. september 1681—17. april 1764) var en tysk musiker.
Som søn af et velhavende hjem i Hamburg modtog han en alsidig udvikling og kom ved sine mange talenter og store åndelige rørighed til at spille en ikke ringe rolle i sin tids musikliv i Tyskland. I sin ungdom optrådte han som tenorsanger ved operaen i Hamburg, senere både som operakomponist, klavervirtuos, kapelmester, meget frugtbar musikforfatter, ja endog som diplomat, idet han var sekretær ved den engelske legation i Hamburg.
Af denne vidtforgrenede virksomhed (han efterlod sig 88 trykte kompositioner af alle arter) fik væsentlig den som musikforfatter betydning.
Polemisk anlagt, fejdede han med vittig og slagfærdig pen mod mange af tidens musikalske fordomme, fældede således ganske det forældede solmisationssystem. Blandt den store mængde af hans skrifter mærkes Critica musica (2 bind, 1722), Der vollkommene Capellmeister (1739), Grundlagen einer Ehrenpforte (1740, samling af komponistbiografier) et cetera, desuden talrige historiske, teologiske og politiske skrifter.